# Будівельники курганів

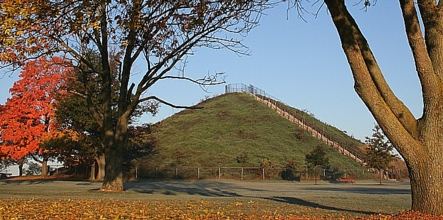
Курган Майямісбург, найбільший конічний курган, в Огайо належить до культури Адена.

Будівельники курганів (англ. Mound Builders) — загальний термін, стосується в найширшому сенсі індіанців — мешканців США до приходу європейців, які споруджували різного роду земляні кургани для поховань, житла або ритуальних цілей. Цей термін об'єднує споруди архаїчного і лісового (вудлендського) періоду по північноамериканській хронології (культури Адена і Хоупвелл), а також Міссісіпську культуру, що існували в період з початку 3 тис. до н. е. по XVI ст. н. е. в районі Великих Озер, річок Огайо і Міссісіпі.
Значно рідше кургани зустрічалися на південному заході США (культури давніх пуебло), де одним з небагатьох прикладів є курган Гетлін в штаті Аризона.

## Назва і культури
Термін «будівельники курганів» також стосувався вигаданої раси, яка, як вважалося, спорудила ці кургани, оскільки американці XVI—XIX ст. були переконані, що індіанці не могли їх побудувати.
Назва культури походить від традиції спорудження курганів і інших витворів земляної архітектури. Зазвичай це були поховальні або церемоніальні споруди у вигляді пірамід зі зрізаним верхом або курганів з платформою, іноді із закругленими конусами, подовженими ребрами, іноді іншої форми. Найбільш відомий курган-піраміда з плоским верхом, і одночасно найбільша доколумбова земляна споруда на північ від Мексики заввишки понад 30 м — Курган Ченця в Іллінойсі, Кахокія.
Деякі кургани — так звані фігурні кургани — були створені у формі тварин або інших зображень. Характерним прикладом є Зміїний курган на півдні Огайо заввишки 1,5 м, шириною 6 м і завдовжки близько 400 м у вигляді змії, що згинається хвилями.
Будівельниками курганів були різні племена і об'єднання, ймовірно, різних вірувань і культур, і об'єднувала їх лише традиція спорудження культових курганів. Найбільше число курганів в США виявлене на території штату Вісконсин.

## Археологічні дослідження
Перший якнайповніший опис земляних споруд було опубліковано в 1848 році Смітсонівським інститутом в праці «Стародавні пам'ятники долини Міссісіпі» (Ancient Monuments of the Mississippi Valley), авторами якого були Ефраїм Сквайр і Едвін Х. Девіс. Оскільки багато з описаних авторами споруд було пізніше зруйновано або пошкоджено в результаті сільськогосподарської діяльності і освоєння земель, описи, складені цими дослідниками, а також їхні малюнки і карти досі використовуються сучасними археологами.

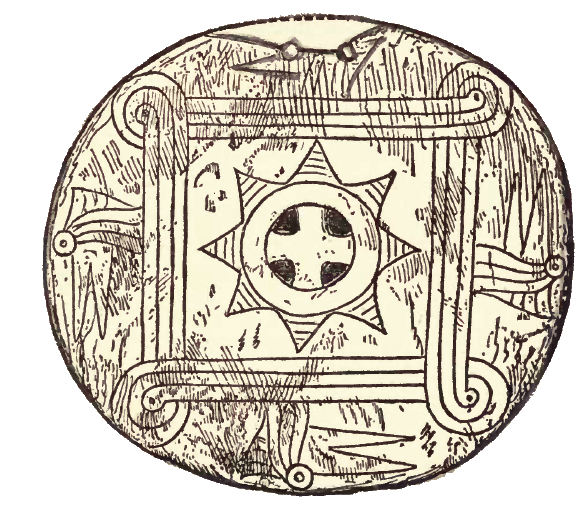
В Теннесі виявлено безліч раковин з вирізаними візерунками, у тому числі і ця нагрудна прикраса

## Перші повідомлення європейських авторів
Ернандо де Сото, конкістадор, який разом зі своїми солдатами завойовував південний схід сучасних США в 1540—1542 рр., зустрів багато народностей, що можливо, належали до Міссісіпської культури. У цей час традиція спорудження курганів все ще існувала на південному сході США, і продовжувала існувати до середини XVII століття. Де Сото зустрічався з індіанцями племені маскогі, які жили в укріплених селищах з розкішними курганами і площами, і відмітив, що багато курганів були основами для храмів з жерцями. Неподалік від сучасного міста Огаста в штаті Джорджія де Сото зустрівся з групою «Будівельників курганів» на чолі з королевою, яка сказала йому, що кургани на її території служили для поховання індіанських вельмож.
Художник Жак Ле Муан, що супроводжував французьких поселенців на північному сході Флориди в 1560-х роках, подібним же чином відзначив, що багато груп індійців використали існуючі кургани і споруджували нові. Він створив серію акварелей, що зображували сцени з життя індійців. Хоча більшість цих акварелей втрачено, в 1591 р. фламандська компанія створила і опублікувала гравюри на основі його оригіналів. Серед цих гравюр є і зображення поховання флоридського племінного вождя, на честь чого відбулася траурна церемонія.
Підпис до гравюри проголошує:
 Іноді померлого правителя цієї провінції ховали з великими почестями, а його великий кубок, з якого він зазвичай пив, клали на пагорб, з безліччю стріл, увіткнених навкруги.
Матюрен Ле Пті, священик-єзуїт (1619), і Ле Паж дю Пратц (1758), французький землепроходець, спостерігали плем'я натчез, що мешкало на території сучасного штату Міссісіпі. Їх населення налічувало близько 4 тисяч чоловік. Натчези поклонялися сонцю, мешкали в не менше ніж 9 селищах, а на чолі їх стояв вождь, відомий як Велике Сонце, що мав абсолютну владу. Обидва вони відзначили високі храмові кургани, побудовані натчезами для того, щоб Велике Сонце міг спілкуватися з богом-сонцем. Його великий будинок був споруджений на вершині найбільшого з курганів, звідки «кожен ранок він вітав висхідне сонце, вимовляв вдячність і видував тютюновий дим у напрямі чотирьох сторін світу».
Пізніше дослідники тих же земель, всього через декілька десятків років після перших повідомлень про поселення будівельників курганів, відмічали, що регіони обезлюділи, що поселення покинуті, а кургани не використовуються. Оскільки в той період не було великих конфліктів з європейцями, найбільш вірогідним видається те пояснення, що європейські хвороби, такі, як віспа і грип, знищили більшість представників цивілізації «будівельників курганів».

## Хронологія
Культуру будівельників курганів можна приблизно розділити на три стадії:

### Архаїчна ера
Поверті-Пойнт на території сучасної Луїзіани — видатний приклад ранньо-архаїчної курганної споруди (близько 2500 р. до н. е. — 1000 р. до н. е.). Хоча відомі і більше ранні кургани, наприклад, в Уотсон-Брейк, Поверті-Пойнт є одним з найкращих ранніх прикладів.

### Вудлендський (лісовий) період
За архаїчним періодом послідував лісовий (вудлендський) період (близько 1000 р. до н. е.). Деякими відомими прикладами є культура Адена в Огайо і пізніша культура Хоупвелл, існувала на території від Іллінойсу до Огайо і відома своїми земляними спорудженнями правильної геометричної форми. Разом з культурами Адена і Хоупвелл в той період існували і інші курганні культури.

### Міссісіпська культура

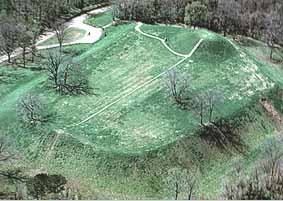
Смарагдовий курган в штаті Міссісіпі, будівельники якого існували в цьому регіоні в період 1250—1600 рр. н. е. — друга за величиною земляна споруда в США

Близько 900—1450 рр. н. э. Міссісіпська культура поширилася по усьому сходу майбутніх США, в основному уздовж річкових долин. Першим і найбільш відомим пам'ятником цієї культури є давнє місто Кахокія.

## Альтернативні гіпотези XIX століття
Практично до кінця XIX століття більшість американців не хотіли визнавати, що кургани на сході США були створені індіанцями.
Ключовою роботою, яка допомогла визнати цей факт, став ґрунтовний звіт, який склав в 1894 р. Томас Сайрус з Бюро американської етнології. До нього до подібного висновку самостійно прийшли лише небагато відомих дослідників: приміром, Томас Джефферсон провів розкопки кургану і виявив подібність похоронної практики будівельників курганів до похоронної практики відомих йому індіанців.
В той же час, упродовж XIX століття пропонувалися альтернативні теорії походження курганів :

### Вікінги
Бенджамін Сміт Бартон припускав, що будівельниками курганів були вікінги, що прибули в доісторичний період в Америку і потім зникли.

### Мігранти з древньої Євразії
Іншими народами, яких різні дослідники і популярні письменники пропонували ототожнити з будівельниками курганів, були давні греки, африканці, китайці або різні європейські народи. Прибічники буквального тлумачення Біблії вважали, що ними могли бути десять втрачених колін Ізраїлю.

### Народи з«Книги Мормона»
Упродовж усього XIX століття серед американців була широко поширена думка, ніби євреї — зокрема, десять втрачених колін — були предками індіанців і будівельників курганів. Книга Мормона (уперше опублікована в 1830 році) містить розповідь, що отримала широке поширення, про дві хвилі переселенців з Месопотамії: джаредітів (близько 3000 — 2000 рр. до н. е.) і ізраїльтян (близько 590 р. до н. е.), названих «нефійці», «ламанійці» і «мулекійці». Згідно з «Книгою Мормона», вони створили в Америці великі цивілізації, які загинули в результаті великої війни близько 385 року н. е. Прибічники достовірності тексту «Книги Мормона» нерідко ототожнюють ці цивілізації з будівельниками курганів, проте сучасна академічна наука не підтверджує подібні гіпотези.

### Африканські цивілізації
Прибічники гіпотез про те, що кургани були створені невідомою цивілізацією африканського походження, також упирали на те, що індіанці були «недостатньо цивілізованими» для створення таких переконливих споруд.

### Божественне творіння
Священик Лендон Уест стверджував, що Серпент-Маунд в Огайо спорудив сам Бог, і що Едемський сад спочатку знаходився в Огайо.

### Міфічні культури
Іноді створення курганів приписувалося міфічним культурам; наприклад, Лафкадіо Харн припускав, що їх створила культура Атлантиди.

## Практичні результати альтернативних гіпотез

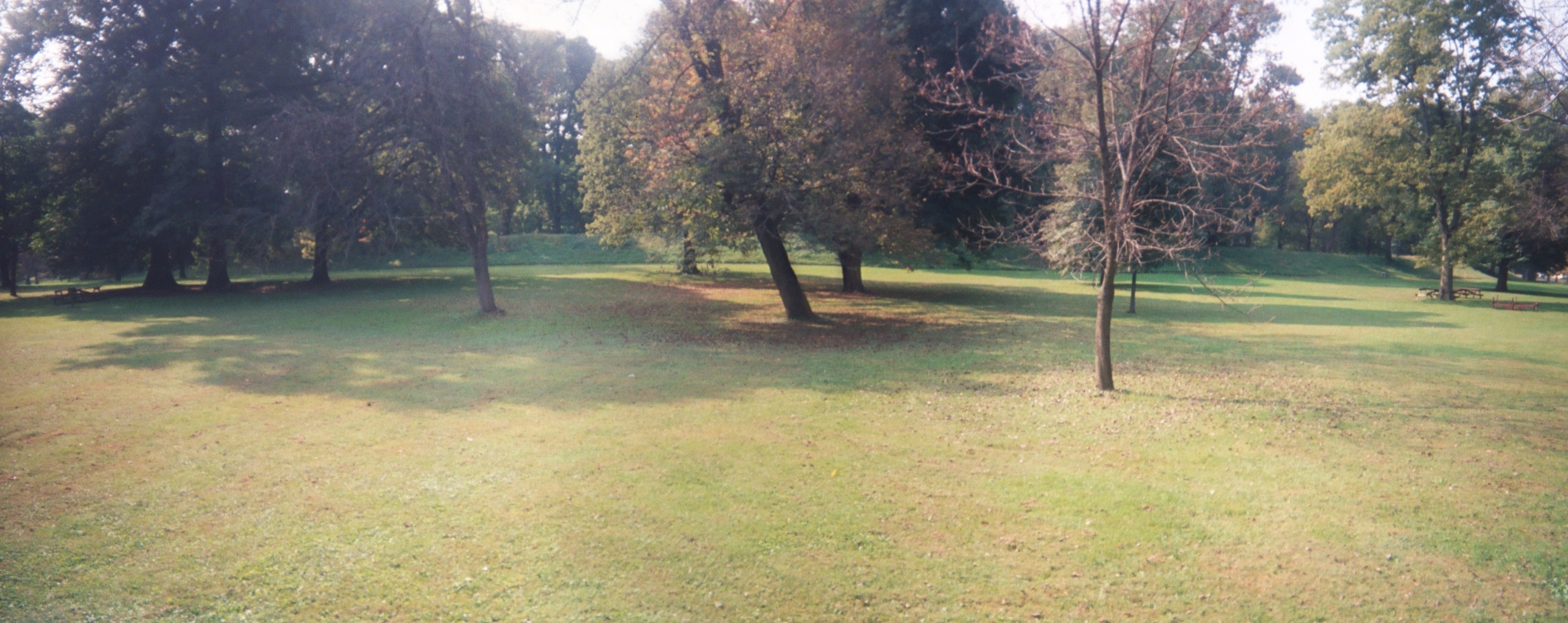
Panoramic view from within the Great Circle at the Newark Earthworks in Newark, Ohio (wall of which can be seen in the background).

Попри те, що деякі з наведених вище «альтернативних гіпотез» звучать абсурдно з позиції XXI століття, багато їх було результатом щирої помилки перших американців, які не мали уявлення про історію континенту до прибуття європейців. Поет Вільям Каллен Брайант у своїй поемі «Прерії» (1832) згадує легендарну расу творців курганів.

### Виправдання насильницького переселення індіанців
Одним з політичних аргументів на користь насильницького переселення індіанців в 1830-і рр. з регіону на південному сході США, де знаходилися більшість курганів, одержало назву Дорога сліз, було те, що вони нібито знищили культуру будівельників курганів. Згідно однієї з теорій, будівельники курганів могли бути древніми вихідцями з Європи, і виселення «диких» індіанців було усього лише поверненням втрачених європейцями земель. Згідно з сучасними уявленнями, індіанці південного сходу, що належали до маскогських племен, дійсно знищили передуючу міссісіпську культуру, яка, проте, була за походженням не європейською, а складалася з інших індіанських народів (тімукуа, майяїми та ін.).

### Заперечення участі «примітивних» індіанців
За поширеним в XIX столітті переконанням, американські індіанці були досить примітивні і не могли спорудити такі величні споруди. Кам'яні, металеві і керамічні артефакти представлялися занадто складними для їхньої культури. З іншого боку, на сході США існували різні індіанські культури, які вели осілий спосіб життя і займалися сільським господарством. Навколо багатьох індіанських міст-селищ стояли оборонні стіни. Якщо вони могли створити подібні споруди, то будівництво курганів не представляло для них великої проблеми.
Ще одним аргументом проти індіанського походження курганів був кочовий спосіб життя індіанців, який нібито не дозволяв їм займатися спорудами, що вимагають тривалих часових витрат. Цей аргумент спростовується тим, що, по-перше, історії відомі приклади кочових племен, які споруджували величні кургани (скіфи, сармати та ін.), по-друге, лише частина індіанських племен (апачі, команчі і ряд інших) вела кочовий спосіб життя.
Коли на територію майбутніх США в XVI − XVII ст. прибули перші європейські поселенці, сучасні їм індіанці вже давно не будували кургани, а на питання білих поселенців про творців курганів індіанці не могли відповісти нічого зрозумілого. З іншого боку, існують численні письмові повідомлення ранніх європейських мандрівників про спорудження курганів індіанцями. Детальне повідомлення залишив Гарсіласо де ла Вега, який описав спорудження курганів і святилищ на вершинах курганів. Деякі французькі мандрівники навіть жили деякий час серед будівельників курганів.

### Припущення про доіндіанське походження
У книзі Antiquities Discovered in the Western States (1820)  Калеб Етуотер  стверджував, ніби індіанські поховання були завжди неглибокими, майже біля поверхні землі. Оскільки артефакти, пов'язані з будівельниками курганів, знаходили на великій глибині, Етуотер вважав, що вони напевно належали до іншої, більш ранньої групи людей. Відкриття металевих артефактів стало ще одним аргументом проти індіанців, оскільки багато індіанських племен не знали мистецтва металургії. У основі цих помилок лежало неправдиве припущення, що усі індіанські культури схожі одна на одну (навіть у XIX столітті це було далеко не так). На деяких з артефактах були незрозумілі символи. Оскільки індіанці не знали писемності, символи також використовувалися як аргумент проти індіанського походження курганів.

## Підробки
З дискусіями про походження будівельників курганів пов'язані кілька відомих підробок.

### Священні камені з Ньюарка
У 1860 Девід Уайрік знайшов у місті Ньюарк «Табличку з Кейстоуна», напис, на якій було зроблено, на івриті. Незабаром після цього він виявив поруч так званий «Ньюаркський камінь», що також містив текст на івриті. Пізніше з'ясувалося, що священик Джон У. Маккарті підробив ці предмети і поклав їх туди, де пізніше їх виявив Уайрік.

### Девенпортські таблички
Ще одна підробка, пов'язана з будівельниками курганів, — Девенпортські таблички з написами, які виявив священик Джейкоб Грасс.

### Валам-Олум
Підробка, відома як Валам-Олум, дуже вплинула на неправдиві уявлення, пов'язані з будівельниками курганів. У 1836 році Константен Самюель Рафінеск опублікував свій «переклад» тексту, який нібито був написаний піктографічним чином на дерев'яних табличках, і розповідав про походження племені ленапе (делаварів) з Азії, про їх перехід через Берингову протоку, подальшу міграцію через північноамериканський материк і про битви в Північній Америці, які нібито мали місце до приходу ленапе. Довгий час вважалося, що ці міфічні люди і були будівельниками курганів, що ленапе підкорили їх і знищили їхню культуру. Пізніше Девід Естрайхер (David Oestreicher) викрив «Валам-Олум» як підробку, проте і після цього переконання в тому, що індіанці знищили культуру будівельників курганів, продовжувало існувати.

### Кайндерхукські таблички
Кайндерхукські таблички, «відкриті» в 1843 р., мали на меті дискредитацію мормонського пророка Джозефа Сміта.

## Ресурси Інтернету
- Lost Race Myth [Архівовано 11 червня 2011 у Wayback Machine.]
- LostWorlds.org | An Interactive Museum of the American Indian [Архівовано 2 квітня 2019 у Wayback Machine.]
- LenaweeHistory.com | Mound Builders section, The Western Historical Society 1909, reprint. [Архівовано 4 лютого 2012 у Wayback Machine.]
- Artist Hideout, Art of the Ancients
- Ancient Monuments Placemarks [Архівовано 27 листопада 2020 у Wayback Machine.]
- With Climate Swing, a Culture Bloomed in Americas (Будівельники курганів в Перу)